# Zivilprozessordnung (Österreich)
Die österreichische Zivilprozessordnung (ZPO) regelt das „gerichtliche Verfahren in bürgerlichen Rechtsstreitigkeiten“ und stellt damit die zentrale Verfahrensordnung für gerichtliche Streitigkeiten über privatrechtliche Ansprüche dar.

## Geschichte
Die Zivilprozessordnung trat nach Art. I Abs. 1 des Gesetzes vom 1. August 1895 betreffend die Einführung des Gesetzes über das gerichtliche Verfahren in bürgerlichen Rechtsstreitigkeiten (Zivilprozessordnung), RGBl. 112/1895 (kurz Einführungsgesetz zur Zivilprozessordnung bzw. EGZPO, das neben Übergangsbestimmungen auch Bestimmungen für Börsenschiedsgerichte enthielt) am 1. Jänner 1898 in Kraft. Mit dem Inkrafttreten trat die bisher geltende Allgemeine Gerichtsordnung von 1781 außer Kraft.
Schöpfer dieses Gesetzes, das bis heute in Geltung ist und seither über 75-mal novelliert wurde, war der damalige Beamte im Justizministerium Franz Klein. Auch nach dem „Anschluss Österreichs“ an das Deutsche Reich blieb in den ehemals österreichischen Gebieten die ZPO in Geltung.
Die Bestimmungen der Zivilprozessordnung sind grundsätzlich auch im Verfahren über Arbeits- und Sozialrechtssachen anzuwenden, so weit nicht im Arbeits- und Sozialgerichtsgesetz etwas anderes angeordnet wird.
Da das am 1. Jänner 2005 in Kraft getretene neue Außerstreitgesetz eine umfassende eigene, den Bedürfnissen des Außerstreitverfahrens angepasste Regelung des Verfahrens enthält, sind im Verfahren außer Streitsachen die Bestimmungen der Zivilprozessordnung nicht schlechthin sinngemäß anzuwenden, sondern nur dort und in dem Umfang, in dem es das Außerstreitgesetz ausdrücklich anordnet, z. B. die Bestimmungen über die Prozessfähigkeit, subsidiär über Bevollmächtigten, über die Anleitungs- und Belehrungspflicht des Richters, die Aufnahme von Beweisen, die Berichtigung und Ergänzung von Beschlüssen, über Protokolle, Akten, Sitzungspolizei, Beleidigungen in Schriftsätzen, Strafen, über Fristen u. a. m.

## Inhalt
Die Zivilprozessordnung regelt die Partei- und Prozessfähigkeit, die Stellung der Prozessparteien sowie Aufgaben und Befugnisse des Richters, die Grundsätze für Schriftsätze, Fristen und Tagsatzungen und Folgen der Säumnis, die allgemeinen Verfahrensgrundsätze, den Gang der Verhandlung von der Klage bis zum Urteil sowie die Bestimmungen über Urteile und Beschlüsse, das Rechtsmittelverfahren sowie besondere Verfahrensarten.
Nicht in der Zivilprozessordnung, sondern im Gesetz vom 1. August 1895 über die Ausübung der Gerichtsbarkeit und die Zuständigkeit der ordentlichen Gerichte in bürgerlichen Rechtssachen (Jurisdiktionsnorm), RGBl. 111/1895, geregelt ist die sachliche und örtliche Zuständigkeit der Gerichte in Zivilrechtssachen einschließlich des Instanzenzugs im Rechtsmittelverfahren sowie die Besetzung der Gerichte je nach Zuständigkeit (Einzelrichter – Senat, siehe Gerichtsorganisation in Österreich).
Auch die Zwangsvollstreckung ist nicht in der Zivilprozessordnung, sondern im Gesetz vom 27. Mai 1896 über das Exekutions- und Sicherungvserfahren (Exekutionsordnung), RGBl. 79/1896, geregelt.

## Gliederung
- Erster Teil. Allgemeine Bestimmungen
  - Erster Abschnitt. Parteien
    1. Prozessfähigkeit
    2. Streitgenossenschaft und Hauptintervention
    3. Beteiligung Dritter am Rechtsstreit
    4. Bevollmächtigte
    5. Prozesskosten
    6. Sicherheitsleistung für Prozesskosten
    7. Verfahrenshilfe.
    8. Gebärdensprachdolmetscher
    9. Prozessbegleitung

  - Zweiter Abschnitt. Verfahren
    1. Schriftsätze
    2. Zustellungen
    3. Fristen und Tagsatzungen
    4. Folgen der Versäumung, Wiedereinsetzung in den vorigen Stand
    5. Unterbrechung und das Ruhen des Verfahrens.

  - Dritter Abschnitt. Mündliche Verhandlung
    1. Öffentlichkeit
    2. Vorträge der Parteien und Prozessleitung
    3. Sitzungspolizei
    4. Vergleich
    5. Protokolle
    6. Akten
    7. Strafen
    8. Sonn- und Feiertagsruhe, Fristenhemmung
- Zweiter Teil. Verfahren vor den Gerichtshöfen erster Instanz
  - Erster Abschnitt. Verfahren bis zum Urteil
    1. Klage, Klagebeantwortung, vorbereitendes Verfahren und Streitverhandlung
    2. Allgemeine Bestimmungen über den Beweis und die Beweisaufnahme
    3. Beweis durch Urkunden
    4. Beweis durch Zeugen
    5. Beweis durch Sachverständige
    6. Beweis durch Augenschein
    7. Beweis durch Vernehmung der Parteien
    8. Sicherung von Beweisen.

  - Zweiter Abschnitt. Urteile und Beschlüsse
    1. Urteile
    2. Beschlüsse

- Dritter Teil. Verfahren vor den Bezirksgerichten

- Vierter Teil. Rechtsmittel
  - Erster Abschnitt. Berufung
  - Zweiter Abschnitt. Revision
  - Dritter Abschnitt. Rekurs
  - Vierter Abschnitt. Parteiantrag auf Prüfung der Gesetzmäßigkeit von Verordnungen und Kundmachungen über die Wiederverlautbarung eines Gesetzes (Staatsvertrages), der Verfassungsmäßigkeit von Gesetzen und der Rechtmäßigkeit von Staatsverträgen

- Fünfter Teil. Nichtigkeits- und Wiederaufnahmsklage

- Sechster Teil. Besondere Arten des Verfahrens
  - Erster Abschnitt. Europäisches Bagatellverfahren
  - Zweiter Abschnitt. Verfahren in Wechselstreitigkeiten
  - Dritter Abschnitt. Verfahren bei Streitigkeiten aus dem Bestandvertrag
  - Vierter Abschnitt. Schiedsverfahren

## Die Gerichte
Die Zivilgerichtsbarkeit wird von den ordentlichen (staatlichen) Gerichten ausgeübt. Das Gericht erster Instanz hat die Anträge der Parteien entgegenzunehmen, das Beweisverfahren durchzuführen und – falls es nicht zuvor aus anderen Gründen zur Beendigung des Verfahrens kommt – ein Urteil zu fällen. Die Entscheidungen des Gerichtes erster Instanz unterliegen der Überprüfung durch das Rechtsmittelgericht und in einigen Fällen auch des Obersten Gerichtshofs (OGH).

### Zuständigkeit
Die Zuständigkeit des jeweiligen Erstgerichts ist nicht in der ZPO selbst geregelt, sondern in einem anderen Gesetz, der Jurisdiktionsnorm (JN). Die individuelle Zuständigkeit des Gerichts ergibt sich aus zwei Komponenten:
1. örtliche Zuständigkeit

Das ist das Vorliegen eines örtlichen Anknüpfungspunktes für eine Rechtssache, die den Gerichtsstand begründet. Zu unterscheiden ist zwischen
- dem allgemeinen Gerichtsstand (Sitz/Wohnsitz des Beklagten)
- den ausschließlichen Gerichtsständen (die den allgemeinen Gerichtsstand ausschließen; z. B. Ort der Lage der Mietobjekts, der Pfandsache)
- Wahlgerichtsstände (die der Kläger anstelle eines allgemeinen oder ausschließlichen Gerichtsstands wählen kann; z. B. Ort der Schadenszufügung, Ort der Vertragserfüllung)
- Zwangsgerichtsständen (z. B. Verbandsklagen)

2. sachliche Zuständigkeit

Das ist das Vorliegen eines sachlichen Anknüpfungspunktes für eine Rechtssache (z. B. allgemeine Streitsachen, Handelssachen, Arbeits- und Sozialrechtssachen, Bestandsachen, Ehesachen).
Daneben sind manche Vereinbarungen der Parteien über Gerichtsstände zulässig.

### Instanzenzug
Zur Entscheidung in erster Instanz können berufen sein (§49 - JN):
1. Bezirksgerichte in Verfahren
- mit Streitwerten bis € 15.000,--
- in Rechtssachen, die ausdrücklich den Bezirksgerichten zugewiesen sind (z. B. Bestandsachen, Ehesachen, Besitzstörungen)

2. Landesgerichte in Verfahren
- mit Streitwerten von mehr als € 15.000,--
- in Rechtssachen, die ausdrücklich den Landesgerichten zugewiesen sind (z. B. Arbeits- und Sozialrechtssachen, Amtshaftungssachen)

Zur Überprüfung der erstinstanzlichen Entscheidungen der Bezirksgerichte sind die Landesgerichte, jener der Landesgerichte sind die Oberlandesgerichte berufen.
Sofern dann noch ein Rechtsmittel an den Obersten Gerichtshof zulässig ist, entscheidet dieser in dritter und jedenfalls letzter Instanz.

## Rezeption

### Liechtenstein
Die österreichische Zivilprozessordnung wurde weitgehend (jedoch mit veränderter Zählung und anstelle von Paragraphen mit der Bezeichnung Artikel) im Fürstentum Liechtenstein übernommen und ist nach wie vor in Kraft (Gesetz vom 10. Dezember 1912 über das gerichtliche Verfahren in bürgerlichen Rechtsstreitigkeiten [Zivilprozessordnung], LGBl 9/1/1912, FL-ZPO).
Die Änderungen in der österreichischen Zivilprozessordnung werden in Liechtenstein zeitversetzt und mit Abänderungen und Anpassungen an die nationalen Besonderheiten übernommen (siehe z. B. hinsichtlich der Aktorischen Kaution).
Von der Rechtsprechung in Liechtenstein wird teilweise die Rechtsprechung des österreichischen Obersten Gerichtshofes (OGH) zur österreichischen Zivilprozessordnung zur Auslegung der liechtensteinischen Zivilprozessordnung herangezogen.

### Tschechien
Die österreichische Zivilprozessordnung wurde am 1. Jänner 1898 auch in Tschechien (damals Böhmen, Mähren und Schlesien) in Kraft gesetzt. Sie wurde am 1. Jänner 1950 durch eine neue Zivilprozessordnung, die sich vor allem an der Zivilprozessordnung der Sowjetunion anlehnte, ersetzt. Siehe: Zivilprozessordnung (Tschechien).